# Горные чины
Горные чины — особые классные чины, существовавшие в 1722—1867 годах в горном ведомстве Российской империи (Берг-коллегия, Горный департамент) и приравненные к классам Табели о рангах.
Горные чины делились на генеральские, штаб- и обер-офицерские, с соответствующими мундирами, хотя горные чиновники официально военными не считались.

## Названия чинов
Названия чинов имели немецкое происхождение.
Согласно горной табели о рангах, действовавшей в 1734—1867 годах:
- Обер-берг-гауптман (с указанием класса) — генеральский чин 3-го, 4-го или 5-го класса; соответствовал чинам генерал-лейтенанта (генерал-поручика), генерал-майора или бригадира соответственно.
- Берграт[1]  — генеральский чин 5-го класса; соответствовал чину бригадира.
- Берг-гауптман — чин 6-го класса, соответствовал чину полковника.
- Обер-берг-мейстер — штаб-офицерский чин 7-го класса, соответствующий подполковнику военной табели.
- Бергмейстер (на рудниках), обер-гиттенфервалтер (на заводах) — штаб-офицерский чин 8-го класса, соответствующий майору[2].
- Маркшейдер, механикус, форстмейстер — штаб-офицерский чин 9-го класса, соответствовал капитану.
- Оберцегентнер — штаб-офицерский чин 9-го класса, соответствовал капитану.
- Гиттенфервалтер — обер-офицерский чин 10-го класса, соответствовал капитану-поручику (поручику).
- Берг-гешворен — обер-офицерский чин 11-го класса.
- Берг-мейстер — обер-офицерский чин 12-го класса, соответствовал пехотному поручику (инженерному подпоручику)
- Обер-берг-пробирер, шихтмейстер — обер-офицерский чин 13-го класса, соответствовал подпоручику.
- Берг-пробирер, шихтмейстер — низший обер-офицерский чин 14-го класса, соответствовал прапорщику[3].

Согласно горной табели о рангах 1722—1734 гг.:
- Берг-советник (Берг-рат) — высший чин 6-го класса, соответствовал чину полковника военной табели.
- Обер-бергмейстер — старший горный мастер. По «Уставу о службе гражданской» (1832) чин 7-го класса. К 1834 году соответствовал чину подполковника (армия), капитана 2-го ранга (флот), надворного советника (гражданская служба). Присвоение чина прекращено в 1834 году.
- Бергмейстер — чин 9-го класса, соответствующий майору военной табели.
- Оберцегентнер — чин 9-го класса, действовавшей с 1734 г. Соответствовал капитану военной табели.
- Берг-фохт — чин 9-го класса, соответствовал капитану воинской табели.
- Берг-шрейбер — чин 12-го класса, соответствовал поручику военной табели.
- Шихтмейстер  — низший чин горной табели о рангах (14-го класса). Соответствовал коллежскому регистратору гражданской службы или подпрапорщику военной. Присвоение чина прекращено в 1834 году.
- Берг-гауер — низший чин на рудниках, занимавшийся сортировкой руды. Берг-гауеры работали также при сыске рудных месторождений.
- Штейгер — рудный мастер на плавильных заводах.

Кроме классных были введены неклассные (нижние) горные чины: унтер-шихтмейстер, унтер-пробирер, унтер-механик.
В 1834 году горные чиновники были объединены в Корпус горных инженеров, часть из них была переименована в военные чины.
Горные чины были упразднены в 1867 году.